# Giulio Cesare (Shakespeare)
Giulio Cesare (in inglese The Tragedy of Julius Caesar, lett. "La tragedia di Giulio Cesare") è una tragedia di William Shakespeare scritta probabilmente nel 1599, sebbene altri la collochino fra il 1600 e il 1601.

## Analisi

### Il protagonista
Sono sorte numerose discussioni riguardo al vero protagonista della tragedia: alcuni ritengono che sia effettivamente Cesare, in quanto causa di tutta l'azione e centro di ogni discussione, mentre altri ritengono che sia in realtà Bruto e che il dramma sia fondato sul suo conflitto interiore tra l'onore, il patriottismo e l'amicizia.

### Contesto
La maggior parte dei critici ritiene che l'opera riflette il clima di ansietà dell'epoca dovuto al fatto che la regina Elisabetta I si era rifiutata di nominare un successore, il che avrebbe potuto portare, dopo la sua morte, ad una guerra civile simile a quella scoppiata a Roma.

## Trama
(Artemidoro, Atto II, Scena III)

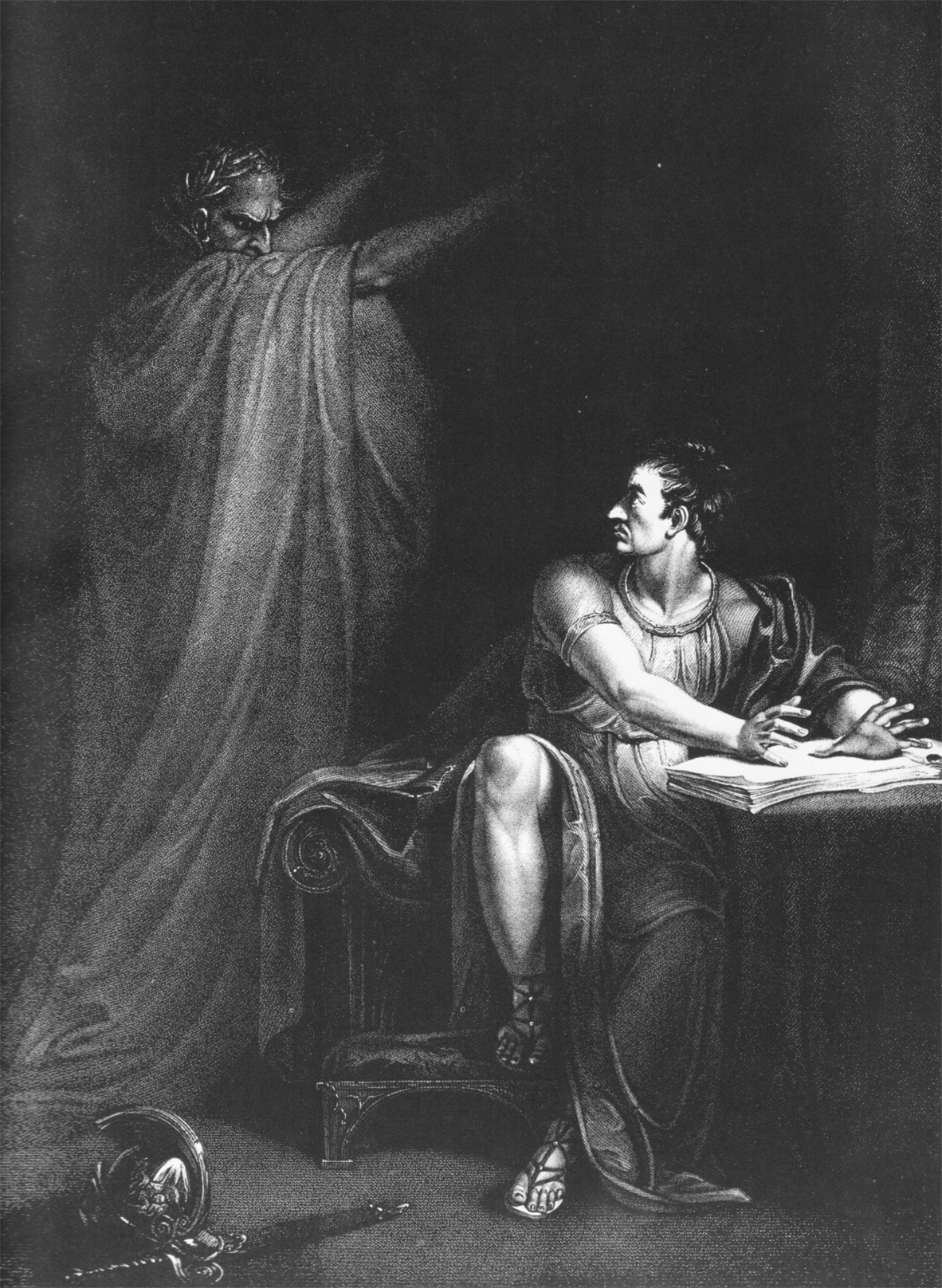
Il fantasma di Cesare appare a Bruto

L'azione si svolge a Roma e nel finale in Grecia (Sardi e Filippi).
Bruto, i cui antenati sono celebri per aver cacciato da Roma Tarquinio il Superbo, è il figlio adottivo di Cesare, ma nonostante tale legame si lascia convincere a prendere parte ad una cospirazione, ordita da alcuni senatori romani tra cui Cassio, per impedire a Cesare, uccidendolo, di trasformare la Repubblica romana in una monarchia.
Cesare, tornato a Roma dopo la campagna d'Egitto, incontra un indovino che gli suggerisce di guardarsi dalle idi di marzo, ma ignora l'avvertimento e si vedrà assassinare proprio in tale giorno. Al suo funerale Marco Antonio, amico di Cesare, con un'orazione divenuta celebre muove l'opinione pubblica contro i cospiratori.
Bruto attacca Cassio, accusandolo di regicidio in cambio di denaro; i due in seguito si riconciliano, ma mentre entrambi si preparano alla guerra contro Marco Antonio e Ottaviano, lo spettro di Cesare appare in sogno a Bruto, annunciandogli la sua prossima sconfitta: la battaglia che si svolge a Filippi si conclude infatti con una sconfitta dei cospiratori e sia Bruto che Cassio decidono di suicidarsi piuttosto che essere fatti prigionieri.
Nel finale si accenna alla futura frattura dei rapporti tra Marco Antonio e Ottaviano nonché all'ascesa al potere di quest'ultimo dopo la vittoria nella battaglia di Azio nel 31 a.C.; la tragedia termina con Marco Antonio dinanzi alla salma di Bruto lodandone l'onestà discolpandolo perché non uccise per odio ma per amor di patria.

## Testo
La tragedia venne pubblicata per la prima volta nel First Folio del 1623.

## Fonti
Le fonti dell'opera possono essere fatte risalire alla traduzione di Thomas North della Vita di Cesare e della Vita di Bruto, contenute nelle "Vite parallele" di Plutarco.

## Film
- Giulio Cesare (1950), con Harold Tasker nel ruolo di Giulio Cesare
- Giulio Cesare (1953), con Marlon Brando nel ruolo di Antonio
- 23 pugnali per Cesare (1970), con Charlton Heston nel ruolo di Antonio
- Cesare deve morire (2012), di Paolo e Vittorio Taviani

## Allestimenti notevoli
- 1599: Un viaggiatore svizzero, Thomas Platter,  ha scritto di aver visto a Londra un'opera teatrale riguardante Giulio Cesare il 21 settembre 1599 - questa era probabilmente la versione originale dell'opera di Shakespeare. Egli inoltre afferma che gli attori ballavano una giga alla fine della recita, una consuetudine tipica del teatro elisabettiano.
- 1926: Una rappresentazione di gran lunga più elaborata fu inscenata durante uno spettacolo di beneficenza per l'Actors' Fund of America all'Hollywood Bowl. Cesare entrava in scena in una carrozza trainata da quattro cavalli bianchi.  Il palcoscenico aveva la dimensione di un isolato ed era dominato da una torre centrale alta 24 metri. L'evento era pensato principalmente per creare lavoro per attori disoccupati: 300 gladiatori  apparivano in una scena di arena non presente nell'opera di Shakespeare; un numero simile di ragazze danzava come prigioniere di Cesare; un totale di tremila soldati prese parte alle scene di battaglia.
- 1937: La famosa produzione di Orson Welles al Mercury Theatre scatenò infervorate polemiche poiché il regista vestì i suoi protagonisti con uniformi simili a quelle usate al tempo nell'Italia fascista e nella Germania nazista, oltre a tracciare una specifica analogia tra Giulio Cesare e Benito Mussolini. Le opinioni sono molto varie riguardo al valore artistico della produzione risultante: alcuni vedono nelle profonde modifiche operate da Welles alla trama (la durata totale era di circa 90 minuti senza intervallo, molti personaggi furono eliminati, dialoghi furono spostati o presi da altre opere, e gli ultimi due atti ridotti ad una singola scena) come un modo radicale e innovativo di tagliare gli elementi superflui del racconto di Shakespeare; altri pensarono che la versione di Welles fosse una versione rimaneggiata e lobotomizzata della tragedia di Shakespeare che mancava della profondità psicologica dell'originale. Molti concordarono comunque sul fatto che la produzione apparteneva più a Welles che a Shakespeare; l'innovativa versione di Welles ha avuto comunque eco in molte produzioni successive, che hanno delineato parallelismi tra la caduta di Cesare e quella di vari governi del ventesimo secolo.
- 2025: Il 15 marzo una produzione italiana ha portato in scena per la prima volta nella storia il dramma nell'area sacra di Largo Argentina. Usando come palcoscenico il "Tempio B" dell'area archeologica, il dramma shakespeariano è stato rappresentato integralmente a meno di 100 metri dal luogo dove avvenne il reale cesaricidio[1].

## Parodie
Il duo Canadese Wayne and Shuster fece la parodia di Giulio Cesare nello sketch del 1958 Sciacqua il sangue dalla mia toga. Flavio Massimo veniva ingaggiato da Bruto per investigare sulla morte di Giulio Cesare. Le procedure di polizia combinavano Shakespeare, Dragnet e gli scherzi del vaudeville; lo sketch fu trasmesso per la prima volta all'Ed Sullivan Show.